# باهیا دکینو

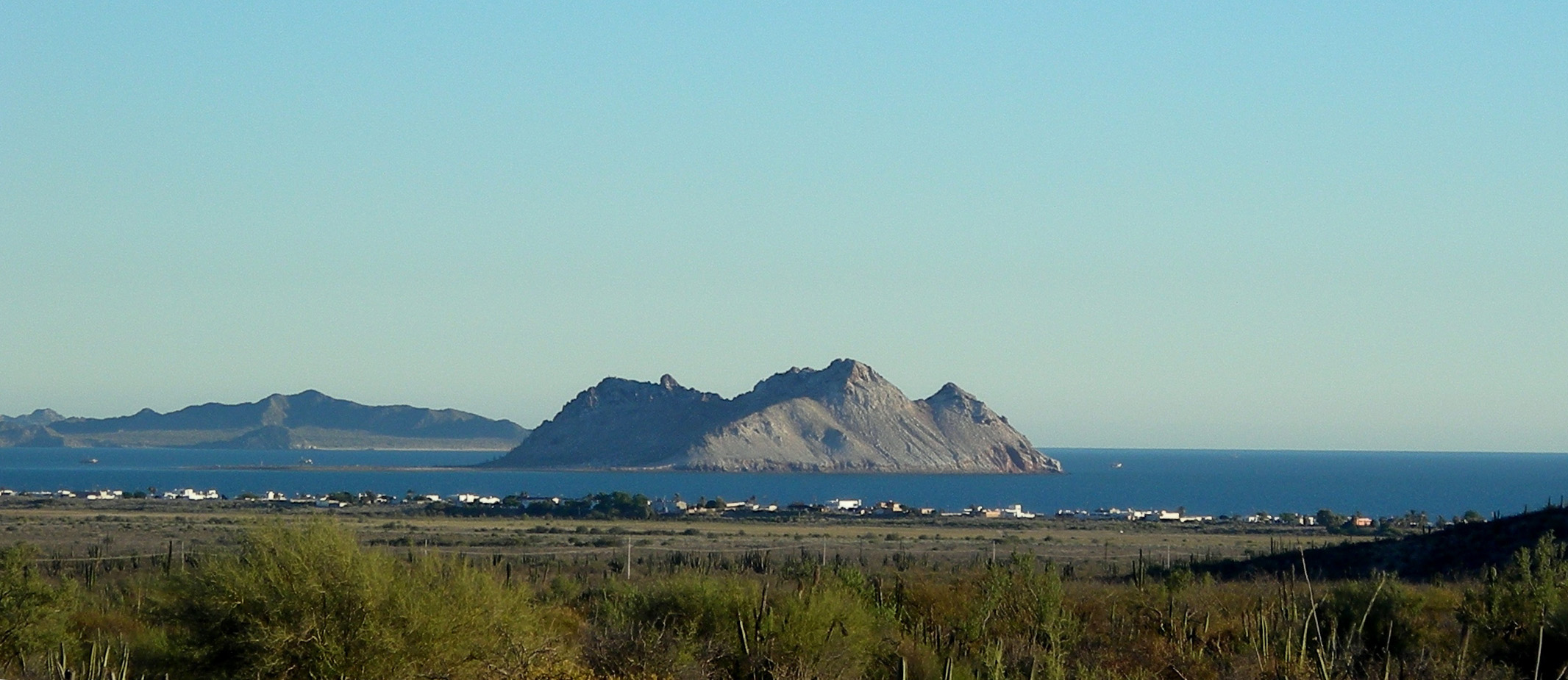
نمایی از جزیره آلکاتراز و باهیا دکینو.

باهیا دکینو (انگلیسی: Bahía Kino) شهرکی در شهر هرموسیلو در سونورا، مکزیک در خلیج کالیفرنیا است. نام این ناحیه به افتخار پادشاه ائوسبیو کینو از نام او برگرفته شده است. شهرک باهیا دکینو حدود ۷٫۰ هزار نفر جمعیت دارد. این نام همچنین برای خلیج مجاور آن بین جزیره تیبورون (ایسلا تیبورون) و پونتا سن نیکلاس، سونورا نیز به کار می‌رود. نام Kino Bay، ساحل کینو و خلیج کینو به جای یکدیگر استفاده می‌شود.

## تاریخچه
ساکنان تاریخی منطقه باهیا د کینو احتمالاً اولین بار در یادداشت‌هایی که پادر اوسبیو کینو در طول سفرهایش به این منطقه در سال ۱۶۸۵ به ثبت رسانده است، زمانی که او می‌گوید از خلیج بازدید کرده و آن را باهیا سان خوان باوتیستا نامیده است (دوود، ۱۹۹۹) ثبت شده است. جمعیت بومی محلی به‌طور گسترده در گروه‌های کوچک شکارچی-گردآورنده از ناحیه گوایماس تا شمال تا پورتو لیبرتاد امروزی پراکنده بودند. آنها خود را Comcaac (سری) می‌نامیدند. محیط خشن منطقه ساحلی دیکته می‌کرد که Comcaac با درجه بالایی از انعطاف‌پذیری و تدبیر زندگی کند، ویژگی که به آنها اجازه می‌داد از تماس و استثمار اسپانیایی‌ها آزاد بمانند.